# 埃祖萨河
埃祖萨河（Έζουσα），是塞浦路斯的一条河流，长约41公里，是该国第6长河。发源于特罗多斯山脉(Troodos)，为南北流向，在帕福斯附近注入地中海。2005年，该河流建有水坝，容量达1800万立方米，主要用于周边地区的灌溉。